# 哈爾薩
哈爾薩（挪威語：Halsa）是挪威原属默勒-鲁姆斯达尔郡已废置的市镇，存在於1838年至2020年間。2020年1月1日与其他两市镇合并成新的海姆市镇，并隶属特伦德拉格郡。合并前，该市镇面积为301平方公里，人口1,571人，人口密度为每平方公里5.4人。